# Nguyễn Kính phi (Lê Hiến Tông)
Nguyễn Kính phi (chữ Hán: 阮敬妃; ? - ?) là một phi tần của hoàng đế Lê Hiến Tông, mẹ nuôi của Lê Uy Mục thuộc triều đại nhà Hậu Lê trong lịch sử Việt Nam.
Bà nuôi dưỡng Uy Mục đế từ nhỏ, khi Uy Mục trưởng thành bà có công rất lớn trong việc đưa ông lên ngôi hoàng vị. Về sau, người trong họ ngoại thích của bà lũng đoạn triều chính, Lê Tương Dực đã cho bắt giết hết tất cả.

## Tiểu sử
Kính phi Nguyễn thị quê ở xã Hoa Lăng, huyện Thủy Đường (nay là huyện Thủy Nguyên, ngoại thành Hải Phòng). Không rõ xuất thân ra sao, cũng như cha mẹ bà là ai.
Ngày 5 tháng 5, năm Hồng Đức thứ 19 (1488), Nguyễn Thị Cận sinh con, không may mất sớm. Đứa bé được bà nhận nuôi làm con, lớn lên tên Lê Tuấn (黎晭).
Khi Lê Hiến Tông ốm nặng, bà đút lót hai vị đại thần là Đàm Văn Lễ và Nguyễn Quang Bật, nhờ họ sửa di chiếu để lập con nuôi của bà làm Hoàng đế. Tuy nhiên, hai vị này khước từ, quyết chí lập Lê Thuần lên ngôi, tức Lê Túc Tông. Việc này làm Uy Mục căm tức.
Ngày 8 tháng 12, năm Thái Trinh thứ 1 (1504), Túc Tông Khâm hoàng đế băng hà khi mới 17 tuổi. Chỉ định Lê Tuấn lên kế vị, nhưng Huy Gia Thái hoàng thái hậu cho rằng mẹ Lê Tuấn xuất thân hèn kém, muốn lập Lã Côi vương (không rõ tên). Kính phi cùng hoạn quan Nguyễn Nhữ Vi lừa Thái hậu ra khỏi hoàng cung, sắp đặt người làm lễ đưa Lê Tuấn nhanh chóng kế vị, tức Lê Uy Mục.
Sau khi lên ngôi, Uy Mục rất biết ơn bà, tháng 4 năm 1505, Uy Mục cho xây Tôn Dự đường ở Hoa Lăng để thờ cúng tổ tiên bà. Đồng thời cất nhắc người trong họ bà, đưa vào triều làm quan và giữ nhiều chức vụ quan trọng, cả dòng họ nhanh chóng hiển quý và xa hoa.
Thế lực vùng Hoa Lăng của bà, là một trong 3 thế lực ngoại thích chi phối toàn bộ đất nước cuối thời Uy Mục; 2 thế lực kia là vùng Phù Chẩn của bà Chiêu Nhân Duệ hoàng hậu và vùng Nhân Mục của bà Trần hoàng hậu.
Về sau, Lê Tương Dực khởi binh vào kinh, giết chết Uy Mục Đế, người trong họ bà đều bị đem đi xử trảm.